# Janseides
Janseides is een geslacht van vlinders uit de familie van de zakjesdragers (Psychidae). De wetenschappelijke naam Janseides werd voor het eerst in 1979 gepubliceerd door de Franse entomoloog Jean Bourgogne.
De naam is een hommage aan de Zuid-Afrikaanse entomoloog Antonius Johannes Theodorus Janse.

## Soorten
Het geslacht telt twee soorten:
- Janseides subhyalina (Janse, 1917). Dit is de typesoort van het geslacht, door Janse in 1917 beschreven als Psyche subhyalina.  Deze soort komt in zuidelijk Afrika voor.
- Janseides butleri (Heylaerts, 1886). Deze soort, oorspronkelijk beschreven als Kophene butleri, werd ontdekt op Sumatra.[3]